# Estación de Villars-sur-Glâne
La estación de Villars-sur-Glâne es una estación ferroviaria de la comuna suiza de Villars-sur-Glâne, en el Cantón de Friburgo.

## Historia y situación
La estación de Villars-sur-Glâne fue inaugurada en el año 1862 con la puesta en servicio del tramo Lausana - Friburgo de la línea Lausana - Berna.
Se encuentra ubicada en el borde sur del núcleo urbano de Villars-sur-Glâne. Cuenta con dos andenes laterales a los que acceden dos vías pasantes.
En términos ferroviarios, la estación se sitúa en la línea Lausana - Berna. Sus dependencias ferroviarias colaterales son la estación de Matran hacia Lausana y la estación de Friburgo en dirección Berna.

## Servicios ferroviarios
Los servicios ferroviarios de esta estación están prestados por SBB-CFF-FFS:

### Regionales
- R Romont - Friburgo - Payerne - Yverdon-les-Bains. Trenes cada hora entre Romont e Yverdon-les-Bains, parando en todas las estaciones del trayecto. Trenes cada hora entre Romont y Friburgo, parando en todas las estaciones, por lo que en el tramo Romont - Friburgo hay un tren cada media hora.